# Gabriele Lavia
Gabriele Lavia (Milán, 10 de octubre de 1942) es un  actor, director de cine y director de teatro italiano.

## Biografía
Lavia nació en Milán, Lombardía. Desde 1970 ha actuado en más de treinta películas y programas de televisión. Es probablemente más conocido en Estados Unidos por sus apariciones en varias películas de terror, como Más allá de la puerta (1974), dirigida por Dario Argento; otros títulos son: Profondo Rosso (1975), Inferno (1980) Insomnio (2001) y Zeder (1983), de Pupi Avati, en la que fue protagonista.
En Italia, Lavia ha tenido una larga carrera como actor y director teatral. Fue codirector del Teatro Eliseo de Roma, de 1980 a 1987; director artístico del Teatro Stabile de Turín, desde 1997 hasta 2000; y director artístico del Festival de Cine de Taormina (en 1993).
Ha dirigido seis películas, la mayoría de los cuales ha escrito o coescrito, como Il Principe di Homburg (1983), basado en el relato Prinz Friedrich von Homburg, de Heinrich von Kleist, por la que ganó el premio Nastro d'argento al Mejor Director novel, y Sensi (1986), un thriller erótico protagonizado por Monica Guerritore, su esposa en ese tiempo.